# Aethes scalana
Aethes scalana es una especie de polilla del género Aethes, categorizada en la tribu Cochylini, de la subfamilia Tortricinae.

## Distribución
Se distribuye por España.

## Taxonomía
Fue descrita por Zerny en 1927 y publicada en (Phalonia), Eos 3: 466.